# ناردين صغير بنطسي
ناردين صغير بنطسي (الاسم العلمي: Valerianella pontica) هو نوع من النباتات يتبع جنس الناردين الصغير من فصيلة معزية الورق.